# 296.ª Divisão de Infantaria (Alemanha)
A 296ª Divisão de Infantaria (em alemão:296. Infanterie-Division) foi uma unidade militar que serviu no Exército alemão durante a Segunda Guerra Mundial.

## Comandantes
| Comandante                                           | Data                                        |
| ---------------------------------------------------- | ------------------------------------------- |
| General der Artillerie Wilhelm Stemmermann           | 1 de janeiro de 1941 - 8 de janeiro de 1942 |
| Generalleutnant Friedrich Krischer Edler von Wehregg | 8 de janeiro de 1942 - 2 de abril de 1942   |
| Generalmajor Ulrich Schütze                          | 2 de abril de 1942 - 1 de maio de 1942      |
| Generalleutnant Karl Faulenbach                      | 1 de maio de 1942 - 1 de janeiro de 1943    |
| Generalleutnant Arthur Kullmer                       | 1 de janeiro de 1943 - 19 de junho de 1944  |

## Oficiais de operações
| Major Günther Leutheußer | de março de 1940-21 de junho de 1941 |
| Major Horst Nitzschmann  | 1 de março de 1942-outubro de 1942   |
| Oberst Martin Cossmann   | outubro de 1942-fevereiro de 1944    |
| Major Horst Marticke     | fevereiro de 1944-?                  |

## Área de operações
| França                         | janeiro de 1941 - junho de 1941 |
| Frente Oriental, setor central | junho de 1941 - junho de 1944   |